# Église de Pornainen
L'église de Pornainen (en finnois : Pornaisten kirkko) est une église luthérienne située à  Pornainen en Finlande.

## Présentation
L'église conçue par Ilmari Launis est construite en granite de Pornainen et inaugurée le 5 octobre 1924.
Un clocher séparé est bâti en 1834, il est détruit par un incendie en 1993 et il n'en reste que le fondement en pierre.
L'orgue à 12 jeux est de la fabrique d'orgues de Kangasala.